# Hauptfriedhof Saarbrücken

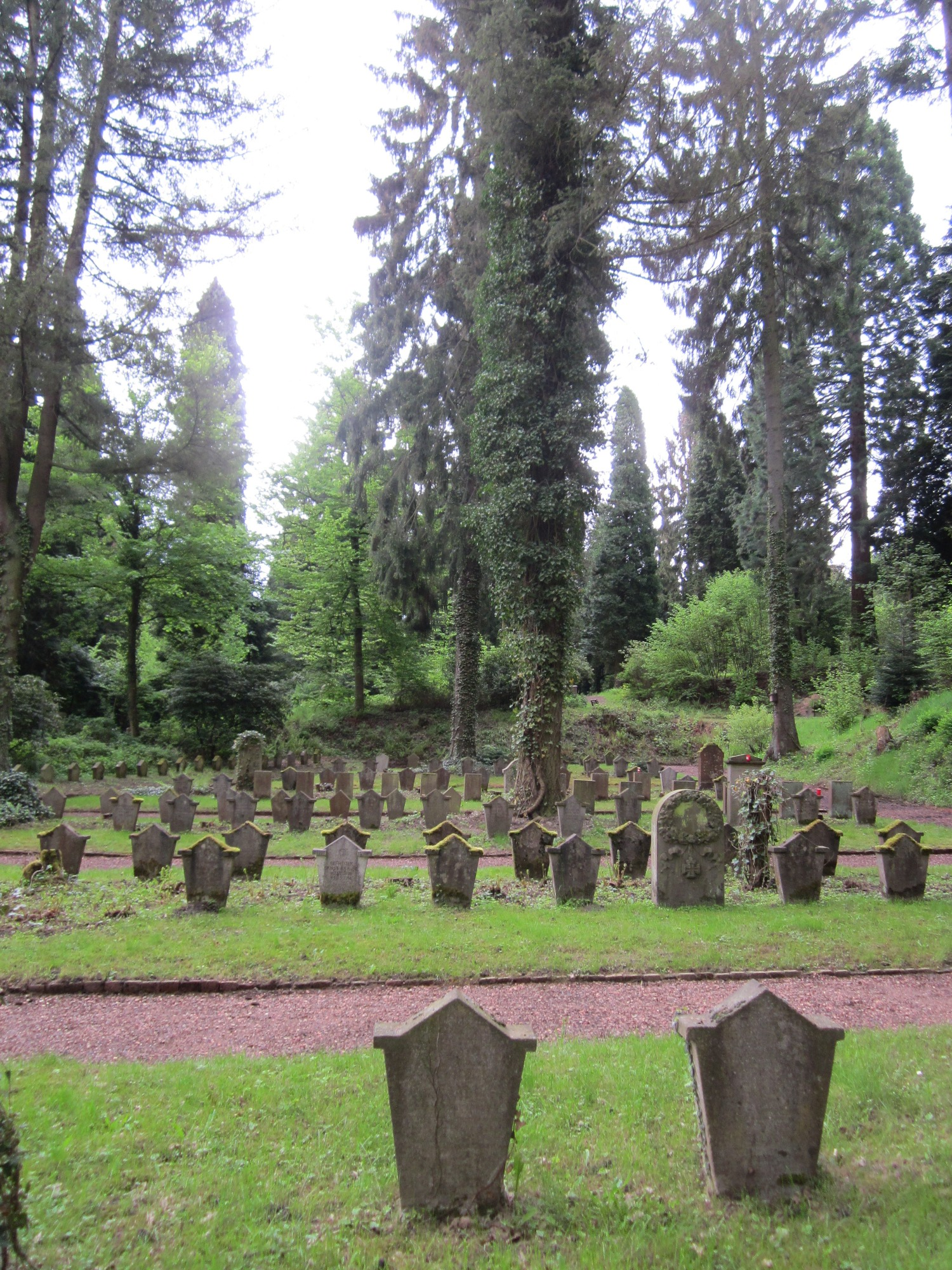
Französische Soldatengräber auf dem Hauptfriedhof

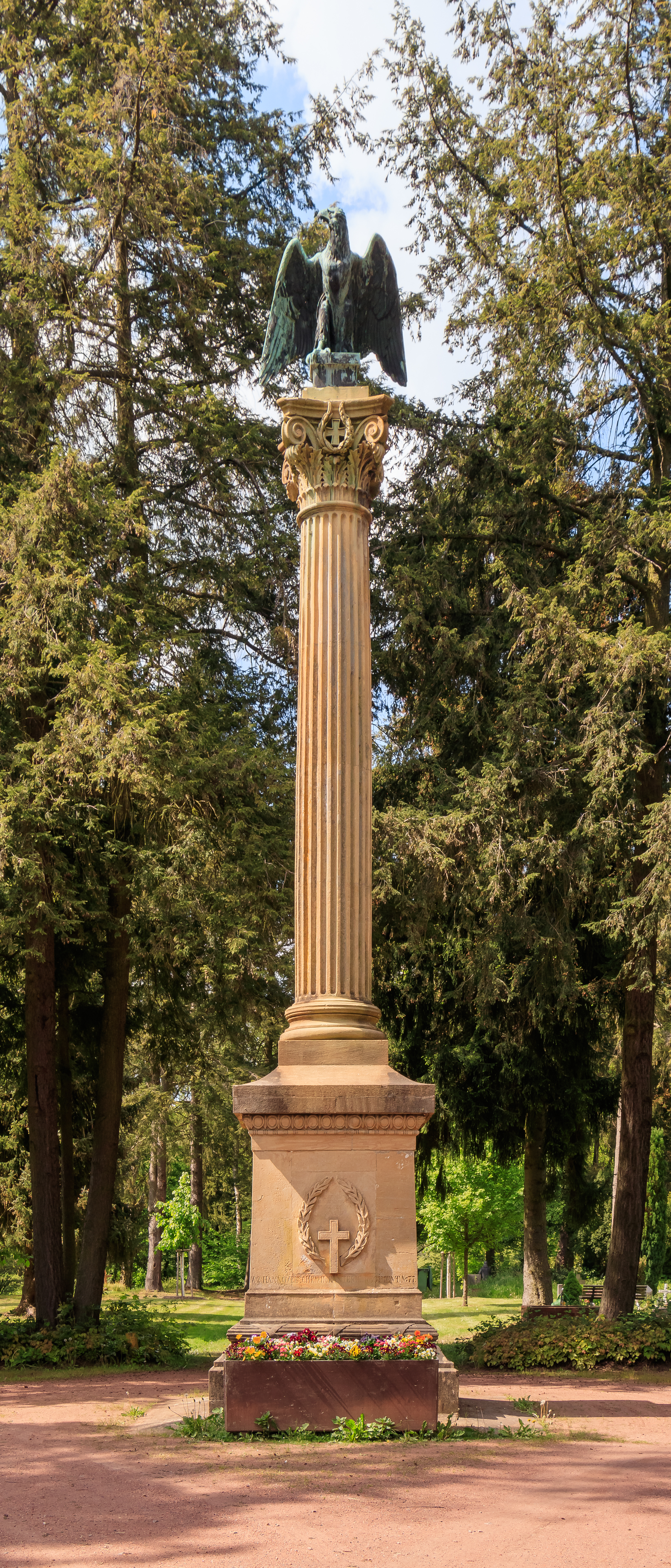
Ehrenmal für das 2. Hannoversche Infanterie-Regiment Nr. 77

Der Hauptfriedhof Saarbrücken ist der größte Friedhof der saarländischen Landeshauptstadt.

## Lage
Der Hauptfriedhof (manchmal auch Südfriedhof) liegt im Südwesten von Saarbrücken zwischen der Straße „Am Hauptfriedhof“, der Metzer Straße und der deutsch-französischen Grenze.

## Geschichte
Der Friedhof wurde 1914 angelegt und diente zunächst als Begräbnisstätte für gefallene Soldaten des Ersten Weltkriegs. Ab 1916 wurde der Friedhof dann für zivile Beisetzungen freigegeben, 1917 wurden die innerstädtischen Friedhöfe in St. Johann und Alt-Saarbrücken geschlossen. 1926 beschloss man, den Friedhof auszuweiten und zum Saarbrücker Hauptfriedhof zu machen. Von 1928 bis 1930 wurde eine Einsegnungshalle und ein Krematorium nach den Plänen von Stadtbaurat Walther Kruspe für rund 2 Millionen Franken gebaut. Neben neuen Grabfeldern entstanden auch ein Eingangs- und Verwaltungsgebäude sowie ein Gewächshaus. Nach dem Zweiten Weltkrieg begann eine zweite Ausbauphase mit der Erschließung ungenutzter Restflächen im Nordwesten des Geländes. Die älteren Teile wurden gärtnerisch neu gestaltet und architektonisch mit Unterstellgebäuden und einem Pförtnerhaus bereichert. Zwischen 1963 und 1965 wurde im nördlichen Teil von Peter Paul Seeberger eine neue Einsegnungshalle aus Sichtbeton mit einem freistehenden Glockenturm erbaut.
Der Hauptfriedhof in den Grenzen von 1933 steht mit dem Hippodrom und dem translozierten Denkmal für das 2. Hannoversche Infanterieregiment Nr. 77, der alten Einsegnungshalle mit Krematorium, Wasserturm, Gewächshaus, den Wohnhäusern für Friedhofsbedienstete und der gärtnerischen Gestaltung der Restflächen als Ensemble unter Denkmalschutz.

## Beschreibung
Der Hauptfriedhof ist mit rund 65 Hektar Fläche der größte Friedhof Südwestdeutschlands mit zwei Einsegnungshallen und einem modernen Krematorium. Zentrum des Friedhofs ist ein Rondell mit Wasserbecken.
Der Friedhof bietet für Körperbestattungen Reihengrabstätten, Rasengrabstätten, Rabattengrabstätten, Tiefgrabstätten, oberirdische Grabkammern und historische Gräber. Für Aschebeisetzungen werden Reihengrabstätten, Baumgrabstätten, Rabattengrabstätten, Urnenwände und eine Urnenpyramidengrabstätte angeboten. Außerdem gibt es Grabfelder für Muslime und für Jesiden, ein Fötengrabfeld, sowie ein Grabfeld des Derwisch-Ordens der Bektaschi.

## Denkmäler
Der Friedhof besitzt Denkmäler und Gräber für die Kriegsopfer des Deutsch-Französischen Kriegs 1870/71, des Ersten Weltkriegs und des Zweiten Weltkriegs.

## Persönlichkeiten, die auf dem Friedhof ihre letzte Ruhe fanden
- Johann August Drescher (1896–1952), Schauspieler
- Heinz König (1929–2024), Mathematiker
- Otto Lackenmacher (1927–1988), Maler
- Hans Neikes (1881–1954), Bürgermeister Saarbrücken
- Franz Singer (1898–1953), Bürgermeister Saarbrücken
- Peter Zimmer (1887–1970), Bürgermeister Saarbrücken